# Don't Worry, He Won't Get Far on Foot
Don’t Worry, He Won’t Get Far on Foot (distribuida en los países de habla española como No te preocupes, no llegará lejos a pie y No te preocupes, no irá lejos) es una película estadounidense de comedia dramática de 2018 basada en la memoria del mismo nombre escrita por John Callahan. Gus Van Sant escribió la adaptación y dirigió la película. El reparto incluye a Joaquin Phoenix, Jonah Hill, Rooney Mara y Jack Black.
La película tuvo su estreno mundial en el Festival de Cine de Sundance el 19 de enero de 2018. Fue estrenada internacionalmente el 13 de julio de 2018, por Amazon Studios.

## Reparto
- Joaquin Phoenix como John Callahan.
  - Ethan Michael Moran como John Callahan de joven.
- Jonah Hill como Donnie.
- Rooney Mara como Annu.
- Jack Black como Dexter.
- Mark Webber como Mike.
- Udo Kier como George.
- Angelique Rivera como Terry Alvarado.
- Olivia Hamilton como Enfermera Lily.
- Carrie Brownstein como Suzanne.
- Heather Matarazzo como Shannon.
- Rebecca Rittenhouse como Bonnie.
- Ron Perkins como Morton Kimble.
- Rebecca Field como Margie Bighew.
- Kim Gordon como Corky.
- Emilio Rivera como Jesús Alvarado.
- Sunny Suljic como skater #2.
- Beth Ditto como Reba.
- Mireille Enos como la madre fantasma de John.
- Kyle Dunnigan como el doctor del barrio.

## Producción
El 29 de noviembre se 2016, se anunció que el actor Joaquin Phoenix se había reunido con el director Gus Van Sant para la realización de la película biográfica del caricaturista John Callahan, basada en la autobiografía de Callahan, Don't Worry, He Won't Get Far on Foot. Se informó que Charles-Marie Anthonioz, Mourad Belkeddar y Nicolas Lhermitte producirían la película para Iconoclast, y Steve Golin para Anonymous Content. En diciembre de 2016, Rooney Mara y Jonah Hill se unieron al reparto de la película. En febrero de 2017, Jack Black se unió al reparto de la película. En marzo de 2017, Mark Webber y Angelique Rivera también se unieron al reparto.

### Rodaje
La fotografía principal comenzó el 6 de marzo de 2017 y concluyó el 6 de abril de 2017.

## Estreno
Amazon Studios es la distribuidora oficial de la película. La cinta tuvo su estreno mundial en el Festival de Cine de Sundance el 19 de enero de 2018. También se emitió en el Festival Internacional de Cine de Berlín el 20 de febrero de 2018. Iba a ser estrenada el 11 de mayo de 2018, pero fue atrasada al 13 de julio de 2018.

## Recepción
Don't Worry, He Won't Get Far on Foot ha recibido reseñas generalmente positivas de parte de la crítica y la audiencia. En el sitio web especializado Rotten Tomatoes, la película posee una aprobación de 76%, basada en 191 reseñas, con una calificación de 6.6/10, mientras que de parte de la audiencia tiene una aprobación de 75%, basada en más de 1000 votos, con una calificación de 3.7/5.
El sitio web Metacritic le ha dado a la película una puntuación de 67 de 100, basada en 39 reseñas, indicando "reseñas generalmente favorables". En el sitio IMDb los usuarios le han dado una calificación de 6.8/10, sobre la base de 27 571 votos. En el sitio web FilmAffinity la cinta tiene una calificación de 6.3/10, basada en 2840 votos.